# منتخب بورتوريكو تحت 20 سنة لكرة الطائرة للسيدات
منتخب بورتوريكو تحت 20 سنة لكرة الطائرة للسيدات (بالإنجليزية: Puerto Rico women's national under-20 volleyball team)‏ هو ممثل الولايات المتحدة الرسمي في المنافسات الدولية في كرة طائرة في فئة كرة الطائرة للسيدات تحت 20 سنة.